# 1パーセントの努力
1パーセントの努力（1パーセントのどりょく）は、西村博之によって書かれた本。

## 概要
2020年3月にダイヤモンド社より刊行。
比較する対象が無い方が、人は幸せであると説く。
物事の優先順位を付けることの重要さを説く。人生では一番大事なものを最初に満たすべきとする。そうしなければ後では重要なものは満たせず、重要ではないものばかりで満たされた人生になるとする。
日本出版販売調べの、2021年年間ベストセラーの総合部門で11位、単行本ビジネス部門で4位。
日本出版販売調べの、2022年上半期ベストセラーランキングで、ビジネス書で5位。
44万部を突破。
本書の続編的性質を持つ著作『99%はバイアス』がダイヤモンド社から出版され、口述筆記は同じく種岡健が担当している。